# 40-yard dash
40-yard dash er en udfordring, som viser hvor hurtigt man kan løbe 40 yards (36,576 m). Man bruger hovedsageligt denne disciplin til at vurdere hvor hurtige de amerikanske fodboldspillere er. Det er dermed en af de discipliner, som de kommende NFL-spillere (såkaldte rookies), bliver udsat for under det årlige NFL Scouting Combine i Indianapolis. Optil NFL Scouting Combine i 1999 indførte man elektronisk måling af diverse rookies 40-yard tid. Dermed blev det nogle mere nøjagtige tider. Førhen havde man selv skulle stoppe ens stopur for at få en tid. 

## Rekorder
De hurtigste 40-yard dash tider efter 1999 (officielle tider ved NFL Scouting Combine):
| Tid  | Navn                        | Højde  | Vægt  | Position      | År   | Draft                                |
| ---- | --------------------------- | ------ | ----- | ------------- | ---- | ------------------------------------ |
| 4.22 | John Ross                   | 178 cm | 80 kg | Wide receiver | 2017 | #9 overall af Cincinnati Bengals     |
| 4.24 | Rondel Melendez             | 175 cm | 81 kg | Wide receiver | 1999 | #247 overall af Atlanta Falcons      |
| 4.24 | Chris Johnson               | 180 cm | 89 kg | Running back  | 2008 | #24 overall af Tennessee Titans      |
| 4.25 | Fabian Washington           | 180 cm | 85 kg | Cornerback    | 2005 | #23 overall af Oakland Raiders       |
| 4.25 | Darrius Heyward-Bey         | 188 cm | 95 kg | Wide receiver | 2009 | #7 overall af Oakland Raiders        |
| 4.28 | Champ Bailey                | 183 cm | 83 kg | Cornerback    | 1999 | #7 overall af Washington Redskins    |
| 4.28 | Jerome Mathis               | 180 cm | 82 kg | Wide receiver | 2005 | #114 overall af Houston Texans       |
| 4.28 | Jacoby Ford                 | 175 cm | 84 kg | Wide receiver | 2010 | #108 overall af Oakland Raiders      |
| 4.29 | Stanford Routt              | 188 cm | 88 kg | Cornerback    | 2005 | #38 overall af Oakland Raiders       |
| 4.29 | Dominique Rodgers-Cromartie | 188 cm | 83 kg | Cornerback    | 2008 | #16 overall af the Arizona Cardinals |

De hurtigste 40-yard dash tider nogensinde. (Uofficielle tider som er målt forskellige steder fx af træner på college mm):
| Tid  | Navn             | Højde  | Vægt   | Position      | Draft År | Draft                              |
| ---- | ---------------- | ------ | ------ | ------------- | -------- | ---------------------------------- |
| 4.12 | Bo Jackson       | 185 cm | 104 kg | Running back  | 1986     | #1 overall af Tampa Bay Buccaneers |
| 4.13 | Michael Bennett  | 175 cm | 93 kg  | Running back  | 2001     | #27 overall af Minnesota Vikings   |
| 4.14 | Alexander Wright | 185 cm | 84 kg  | Wide receiver | 1990     | #27 overall af Dallas Cowboys      |
| 4.15 | Darrell Green    | 175 cm | 83 kg  | Cornerback    | 1983     | #27 overall af Washington Redskins |
| 4.17 | Ahman Green      | 183 cm | 100 kg | Running back  | 1998     | #76 overall af Seattle Seahawks    |
| 4.18 | Joey Galloway    | 180 cm | 89 kg  | Wide receiver | 1995     | #8 overall af Seattle Seahawks     |
| 4.21 | Deion Sanders    | 185 cm | 90 kg  | Cornerback    | 1989     | #5 overall af Atlanta Falcons      |
| 4.21 | Kevin Curtis     | 183 cm | 84 kg  | Wide receiver | 2003     | #74 overall af St. Louis Rams      |
| 4.21 | Don Beebe        | 189 cm | 85 kg  | Wide receiver | 1989     | #82 overall af the Buffalo Bills   |